# Лопачак Маркіян Романович
Маркіян Романович Лопачак (нар. 10 червня 1980, м. Львів) — український політик, громадський діяч, підприємець, депутат Львівської міської ради (2006 - дотепер), депутат Верховної Ради України VII скликання, старший лейтенант Збройних Сил України. З жовтня 2020 року — Секретар Львівської міської ради. Учасник російсько-української війни.

## Життєпис
Народився 10 червня 1980 року в місті Львові.

### Освіта
2004 — закінчив Львівський державний інститут фізичної культури за спеціальністю «Фізична реабілітація».
2007 — закінчив Львівську державну фінансову академію, здобув другу вищу освіту за спеціальністю «Фінанси».

### Трудова діяльність
2004–2007 — вчитель фізичного виховання ПНВЗ I ступеня «Школа св. Софії».
2007–2008 — заступник директора ТзОВ «Оптика−3», м. Львів.
2008–2011 — менеджер з логістики ТзОВ «Галмод», м. Львів.
З 2011 року займався підприємницькою діяльністю.
У 2014 році став депутатом Верховної Ради України 7 скликання від ВО «Свобода». 
У грудні 2020 року обраний Секретарем Львівської міської ради.

### Громадська діяльність
З 13-річного віку перебував у патріотичних організаціях. Громадську діяльність почав з Організації української молоді «Спадщина», яку українські націоналісти створили підпільно у 1988 році для боротьби за визволення України — у 1997-2004 роках був членом проводу організації. 
Співзасновник Львівської обласної молодіжної організації «Сокіл». Активний учасник Помаранчевої революції та Революції гідності.
Чотири рази поспіль був обраний львів'янами до Львівської міської ради  — на виборах у 2006 р., 2010 р., 2015 р. та 2020 р.

### Військова служба

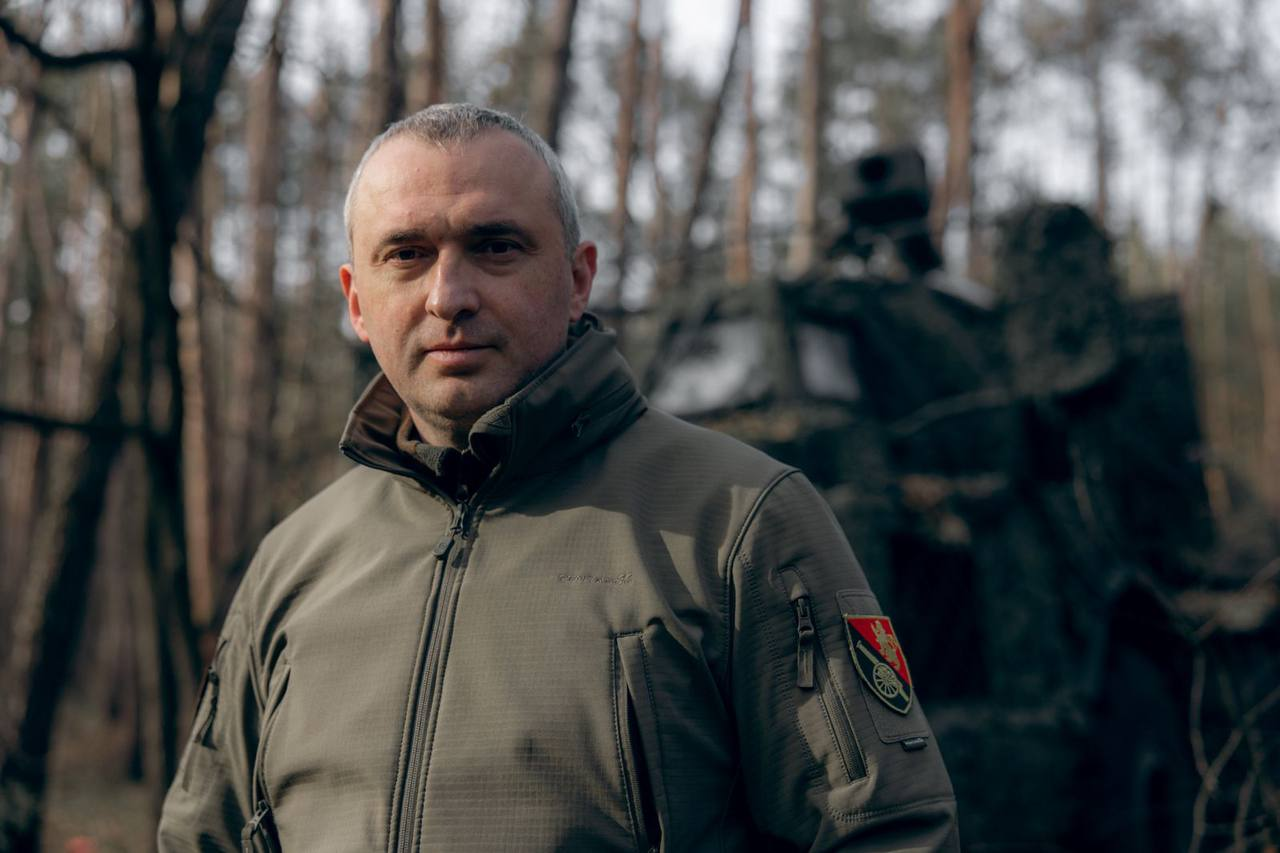
Донецька область 2023

5 березня 2022 року призваний на військову службу до Збройних Сил України за мобілізацією, виконував бойові завдання на фронті у складі 45 ОАБр.

## Політичні Ініціативи
У 2014 році, будучи народним депутатом України, Маркіян Лопачак став співавтором низки законопроектів:
- законопроект №4869 про бойкот товарів, виготовлених на території країни-агресора – росії,
- проект постанови про відновлення ядерного статусу України
- проект постанови про мораторій на постачання до росії товарів військового призначення
- проект постанови про звернення ВРУ до держав-членів НАТО щодо припинення військово-технічного співробітництва з росією та надання військово-технічної і гуманітарної допомоги Україні

У 2018 році як депутат Львівської міської ради Маркіян Лопачак ініціював накладення мораторію на забудову території Львівського автобусного заводу та визнання червоно-чорного прапора національно-визвольної боротьби офіційним символом Львова.
У 2019 році – пролобіював запровадження доплати з міського бюджету Львова військовослужбовцям, які є мешканцями міста та вирішили підписали контракт на строк не менше 3-х років для проходження військової служби у Збройних Силах України.
У 2021 році як Секретар Львівської міської ради Маркіян Лопачак ініціював звернення до голови Верховної Ради України з вимогою ухвалення законопроєкту № 5708-1 від 13.07.2021 р. «Про право на самозахист та володіння цивільною вогнепальною зброєю».

## Сім'я
Одружений. З дружиною Іриною, виховує двох доньок — Катерину та Ольгу.

## Нагороди
- Орден Данила Галицького (31.10.2023) — «за особисту мужність, виявлену у захисті державного суверенітету та територіальної цілісності України, самовіддане виконання військового обов’язку»[2];
- Нагрудний знак «Знак пошани»;
- Відзнака Головнокомандувача Збройних Сил України Почесний нагрудний знак «Сталевий хрест»;
- Відзнака Головнокомандувача Збройних сил України нагрудний знак «Хрест Військова честь»;
- Іменна вогнепальна зброя;
- нагрудний знак «Почесна відзнака 45 окремої артилерійської бригади».